# Maria Mwengere
Maria Mwengere (* um 1898 im Königreich Barotse (heute Westprovinz,  Sambia); † 1987 in Kayengona bei Rundu, Südwestafrika) war von 1940 bis 1987 Shambyu-Königin (vaHompa) vom Stamm der Shambyu in Südwestafrika.
Maria Mwengere wurde Ende des 19. Jahrhunderts als Tochter von Mukosho und Mbava im Königreich Barotse – in der heutigen Westprovinz, Sambia – geboren, entschied sich aber bereits in jungen Jahren wegen Spannungen mit umliegenden Gemeinschaften an den Hof ihres Onkels, Shambyu-König Mbambangandu II., an den Okavango umzuziehen. Der König litt zunehmend unter Blindheit und sah Ende der 1930er Jahre vor abzudanken. Als seinen Nachfolger hatte er ursprünglich seinen Neffen Kashasha vorgesehen, der jedoch verstarb vorzeitig. So bat der König den Ältestenrat der Shambyu um die Ernennung eines Thronfolgers, der Maria vorschlug. Maria wurde im Jahre 1940 vom Rat der Shambyu und der südwestafrikanischen Verwaltung einstimmig als neue Königin bestätigt.
Weibliche Monarchen haben im Kavango schon seit dem 16. Jahrhundert hohes Ansehen, da mit ihnen in der Rolle als traditionelle Führer oft Eigenschaften als spirituelle Heiler einhergehen. Marias Regierungszeit war bestimmt durch Auseinandersetzungen mit der südwestafrikanischen Mandatsverwaltung in Windhoek, sie wurde jedoch von den Kavango als eine starke, aufgeschlossene und selbstbewusste Führerin angesehen.
In den ersten Jahren verlegte Maria den Königssitz von der Nordseite des Okavango zurück auf die Südseite nach Kayengona bei Uvungu-Vungu. Maria wurde einerseits für Gesetzesbrüche ihrer Untertanen verantwortlich gemacht, die sie teilweise selber hart bestrafte, andererseits setzte sie sich für einen besseren Umgang zwischen weißen Lehrern und schwarzen Schülern ein. Sie engagierte sich unter anderem auch für kulturelle Projekte für Kinder und Jugendliche, wie 1972 in einem an die Verwaltung des Kavangolandes übergebenen rund 400 Hektar großen Gebiet bei Shambyu, mit dem Wunsch, es solle für kulturelle und erzieherische Zwecke genutzt werden. Es entstand hier ein Freizeit- und Tierpark, zu dem 1985 ein Museum hinzukam, das spätere Kavango-Museum.
Maria starb 1987 im Alter von über 80 Jahren. Ihr Nachfolger wurde Hompa Gotthard Mbotewa Haininga, Sohn von Mariane Nankali und Haininga. Er verunglückte jedoch nur ein Jahr später bei einem Verkehrsunfall. Seit 1989 ist vaHompa Angelina Matumbo Ribebe (* 19. Mai 1964), eine Enkeltochter von Maria, regierende Shambyu-Königin.

## Nachleben
Nach Maria Mwengere sind benannt:
- die Maria Mwengere Secondary School in Rundu,
- die Maria Mwengere-Straße in Rundu sowie
- ein Kultur- und Umweltzentrum, ebenfalls in Rundu.